# Jabeanka, Lîseanka
Jabeanka (în ucraineană Жаб'янка) este o comună în raionul Lîseanka, regiunea Cerkasî, Ucraina, formată numai din satul de reședință.

## Demografie
Componența lingvistică a comunei Jabeanka
     Ucraineană (98,93%)
     Alte limbi (0,89%)
Conform recensământului din 2001, majoritatea populației comunei Jabeanka era vorbitoare de ucraineană (98,93%), existând în minoritate și vorbitori de alte limbi.